# OP PICTURES+フェス
OP PICTURES+フェス（オーピーピクチャーズ プラスフェス）は、毎年夏から秋にテアトル新宿を皮切りに開催される、R15ピンク映画の祭典。オーピーフェスとも略される。

## 概要
ピンク映画の老舗・大蔵映画が2015年から始動した企画映画祭。基本的に成人映画館でしか公開されていなかったピンク映画作品を広めるため、エロティックな世界観はそのままに、ピンク映画という枠で制作された映画を楽しんでもらえるようR15+バージョンに再編集し特集上映する。毎年夏から秋にテアトル新宿で開催され、順次テアトルグループの映画館を中心に大阪、名古屋などで開催されている。第27回（2017年度）日本映画プロフェッショナル大賞特別賞受賞。
R18作品となるピンク映画では70分という時間枠が決められているが、2016年度よりR15再編集版は上映時間を増やす作品が増え、元からR15版を制作しR18版で削るという作品も増えている。一般劇場上映のため、多くの作品はタイトルを改題（こちらが台本上のタイトルという場合も多い）して上映している。
大蔵映画映像部部長・斎藤豪計によるとフィルムからデジタルに移行したことをきっかけに誕生した企画であり、成人映画館は敷居が高いという客層、特に女性客の獲得に成功しているという。

## プログラム
上映映画の選択は劇場によって異なる。本頁ではテアトル新宿のプログラムを基に記述。
- 犯る男（監督：山内大輔　主演：川瀬陽太、朝倉ことみ　涼川絢音）
- 誘惑遊女〜ソラとシド〜（監督：竹洞哲也　主演：かすみ果穂　Rika）

- よみがえりの島（監督：山内大輔　主演：川瀬陽太、朝倉ことみ）
- 悦楽交差点（監督：城定秀夫　主演：古川いおり）
- 裸のアゲハ（監督：榊英雄　主演：水城りの）
- 裸の劇団〜いきり立つ欲望〜（監督：榊英雄　主演：水城りの）
- リングリング（監督：竹洞哲也　主演：白木優子）
- 純情暮らし、愛情暮らし（監督：竹洞哲也　主演：通野未帆）
- 芸者ガールズ〜お座敷で夢まくら〜（監督：竹洞哲也　主演：友田彩也香）
- ボインのお宿　熟女大宴会！（監督：加藤義一　主演：加山なつこ）
- 舐める女（監督：城定秀夫　主演：七海なな）

- サイコウノバカヤロウ（監督：竹洞哲也　主演：櫻井拓也、彩城ゆりな）
- 初恋とナポリタン（監督：竹洞哲也　主演：辰巳ゆい、那波隆史）
- 出会ってないけど、さようなら（監督：竹洞哲也　主演：白木優子、月本愛）
- 私みたいな女（監督：山内大輔　主演：朝倉ことみ、川瀬陽太）
- 静寂に抱かれる女（監督：山内大輔　主演：朝倉ことみ、岡田智宏）
- コクウ（監督：榊英雄　主演：戸田真琴、とみやまあゆみ）
- 夫がツチノコに殺されました。（監督：いまおかしんじ　主演：涼川絢音、櫻井拓也）
- プリンセス　甘く危険な休日（監督：吉行由実　主演：羽月希、加納綾子）
- 恋愛図鑑（監督：竹洞哲也　主演：友田彩也香、津田篤）
- 方舟の女たち（監督：城定秀夫　主演：希島あいり、竹内真琴）
- 悦楽交差点（監督：城定秀夫　主演：古川いおり）※再上映
- 舐める女（監督：城定秀夫　主演：七海なな）※再上映

- 恋の豚（監督：城定秀夫　主演：百合華）
- 赤いふうせん（監督：山内大輔　主演：佐倉絆、涼川絢音）
- いつかのナツ（監督：竹洞哲也　主演：若月まりあ、優梨まいな）
- 愛しのデコトラ天使（監督：柿原俊幸　主演：天使もえ）
- 遠藤家遺産戦争（監督：竹洞哲也　主演：神納花、白木優子）
- 怪談 呪いの赤襦袢（監督：佐々木浩久　主演：浜崎真緒、栄川乃亜）
- 再会の浜辺（監督：山内大輔　主演：涼川絢音、川瀬陽太）
- しあわせ配達人・ユリ子（監督：山内大輔　主演：朝倉ことみ、涼川絢音）
- 新橋探偵物語（監督：横山翔一　主演：長野こうへい、春原未来、卯水咲流）
- 絶倫謝肉祭（監督：佐々木浩久　主演：さくらみゆき、蓮実クレア）
- つないだ手をはなして（監督：竹洞哲也　主演：川上奈々美、竹内真琴）
- ひまわりDays（監督：山内大輔　主演：涼川絢音、櫻井拓也）
- マジカル・ミチコ（監督：山本淳一　主演：阿部乃みく）
- ミカヨのクレヨン（監督：山内大輔　主演：涼川絢音、川瀬陽太）
- 未来の足音（監督：竹洞哲也　主演：優梨まいな、若月まりあ）
- ムーンロードセレナーデ（監督：竹洞哲也　主演：友田彩也香、加藤ツバキ）
- ヤーニンジュの島（監督：山内大輔　主演：涼川絢音、櫻井拓也）
- 柔らかい檻（監督：竹洞哲也　主演：辰巳ゆい、青山はな）

- アノコノシタタリ（監督：角田恭弥　主演：なつめ愛莉）
- 言えない気持ちに蓋をして（監督：竹洞哲也　主演：川上奈々美）
- いつか…（監督：髙原秀和　主演：小倉由菜）
- 大人の同級生（監督：竹洞哲也　主演：なつめ愛莉）
- 劇場版･悦楽クリニック! 凛子の淫らな冒険（監督：佐々木浩久　主演：早川瑞希）
- 死にたくなるよと夜泣くタニシ（監督：後藤大輔　主演：和田光沙）
- スナックあけみ（監督：山内大輔　主演：霧島さくら）
- セックスの季節（監督：佐々木浩久　主演：栄川乃亜）
- たわわな気持ち（監督：古澤健　主演：松本菜奈実）
- ちゃのまつかのま（監督：竹洞哲也　主演：辰巳ゆい）
- 長崎家の崩壊（監督：竹洞哲也　主演：白木優子）
- 平成風俗史（監督：竹洞哲也　主演：友田彩也香）
- まりかマリカまりか（監督：山内大輔　主演：きみと歩実）
- まん・なか－You're My Rock－（監督：髙原秀和　主演：榎本美咲）
- やりたいふたり（監督：谷口恒平　主演：横山夏希）

- アブノーマル・ロデオ・ブルース（監督：廣田正興　主演：アベラヒデノブ、知花みく）
- おっさんとわたし（監督：山内大輔　主演：佐倉絆）
- 女詐欺師レン キケンな情事を追え!（監督：藤原健一　主演：神宮寺ナオ）
- キラー・テナント（監督：古澤健　主演：桜木優希音）
- 今宵、奇跡が起きる温泉で。（監督：竹洞哲也　主演：きみと歩実）
- サイコウノバカヤロウ－青森純情編－（監督：竹洞哲也　主演：櫻井拓也、川上奈々美）
- 橘アヤコは見られたい（監督：佐藤周　主演：山岸逢花）
- たわわなときめき（監督：古澤健　主演：松本菜奈実）
- 眠れる森のミチコ（監督：小関裕次郎　主演：あべみかこ）
- 揉めよドラゴン 爆乳死亡遊戯（監督：佐々木浩久　主演：優月まりな）
- モンブランの女（監督：髙原秀和　主演：奥田咲）
- やさしい男 〈インターナショナル・バージョン〉（監督：山内大輔　主演：星川凛々花）
- 花と沼（監督：城定秀夫　主演：七海なな）
- 悦楽交差点（監督：城定秀夫　主演：古川いおり）※再上映
- 舐める女（監督：城定秀夫　主演：七海なな）※再上映
- 方舟の女たち（監督：城定秀夫　主演：希島あいり）※再上映
- 恋の豚（監督：城定秀夫　主演：百合華）※再上映

- 海辺の街の約束（監督：小関裕次郎　主演：美谷朱里）
- ここではないどこかへ～わたしが犯した罪と罰～（監督：小南敏也　主演：古川いおり）
- こぼれ落ちた夜（監督：竹洞哲也　主演：乙白さやか）
- されどはまぐり（監督：竹洞哲也　主演：並木塔子）
- 下着博覧会（監督：鳴瀬聖人／近藤啓介　主演：川北メイサ／新村あかり）
- 新橋探偵物語 駅前サウナの怪人編（監督：横山翔一　主演：きみと歩実）
- 人妻、ジャンプする!（監督：山内大輔　主演：加藤ツバキ）
- フルムーンラバーズ（監督：石川欣　主演：奥田咲）
- ベロマリカ（監督：山内大輔　主演：きみと歩実）
- 真夏に出会ったら（監督：髙原秀和　主演：希島あいり）
- 胸騒ぎがする！～ヒールズ爆誕～（監督：塩出太志　主演：きみと歩実）

- 新橋探偵物語2 ダブルリボルバーラヴ（監督：横山翔一　主演：川上なな実、長野こうへい、折笠慎也）[4]
- さあやとこはる（監督：高原秀和　主演：栄川乃亜、燃ゆる芥）
- バーミリオン（監督：山内大輔　主演：山岸逢花）
- ものの怪病院（監督：山内大輔　主演：宝田もなみ）
- しゃぼん玉の詩（監督：竹洞哲也　主演：高橋りほ、友田彩也香）
- おもてなしのおかえし（監督：竹洞哲也　主演：友田彩也香、高橋りほ）
- ほんの少し遠く（監督：竹洞哲也　主演：通野未帆）
- 胸騒ぎがする！ ～ヒールズ・フォーエバー～（監督：塩出太志　主演：きみと歩実、西山真来、手塚けだま）
- 背中合わせのふたり（監督：石川欣　主演：きみと歩実）
- かわいいオリカ（監督：小関裕次郎　主演：白峰ミウ）
- たすけびと（監督：小関裕次郎　主演：根尾あかり、竹内有紀）
- 新橋探偵物語 駅前サウナの怪人編（監督：横山翔一　主演：きみと歩実）※再上映
- 胸騒ぎがする！～ヒールズ爆誕～（監督：塩出太志　主演：きみと歩実）※再上映

- あなたに会いたくて…（監督：山内大輔　主演：美谷朱里、吉根ゆりあ、二葉エマ）[5]
- 安住の地（監督：木村緩菜　主演：水川潤、八木奈々、横山夏希）
- オレとアニキと五人の女たち（監督：高原秀和　主演：入田真綾）[6]
- 快感メモリー 〜三人の今日子〜（監督：小栗はるひ　主演：今村日那乃、紫月ゆかり、幾田まち）
- 此処に花あり（監督：竹洞哲也　主演：咲野瑞希、加藤ツバキ、福田もも、細川佳央）
- くりかえし百子（監督：竹洞哲也　主演：辰巳ゆい）
- さあやとこはる 〜forever and ever〜（監督：高原秀和　主演：栄川乃亜、燃ゆる芥）
- 引っ越してきました麻美です。（監督：高原秀和　主演：山岸逢花）
- ふきげんな姉妹（監督：小関裕次郎　主演：あべみかこ、花音うらら）
- 復讐は囁きにのせて（監督：堂ノ本敬太　主演：白石かんな）
- 変態の季節（監督：東盛直道　主演：葵いぶき）
- 魅せたい女（監督：石川欣　主演：朝倉ここな）
- みちるさんがやってくる（監督：山内大輔　主演：希島あいり）
- モーテル303（監督：小関裕次郎　主演：宍戸里帆）
- 私の太陽（監督：小栗はるひ　主演：円井萌華）
- NEXT LEVEL（監督：塩出太志　主演：きみと歩実、並木塔子、みひな）

- エツコ・ブランニュー・デイ（監督：小関裕次郎　主演：堀北実来）
- 推し、満開（監督：髙原秀和　主演：栄川乃亜）
- 告知事項アリ（監督：山内大輔　主演：八木奈々）
- 純愛芸術 〜最後の恋の描き方〜（監督：工藤雅典　主演：夏目響
- 特濃三姉妹（監督：竹洞哲也　出演：きみと歩実、加藤ツバキ、倖田李梨）
- なのに、やめられない 〜スズカのスナック〜（監督：山内大輔　主演：山岸あや花）
- ネトラレ、純愛。（監督：堂ノ本敬太　主演：栗山莉緒、新井リマ）
- はじまらない恋（監督：髙原秀和　主演：宍戸里帆、入田真綾）
- 離れられない君へ（監督：小栗はるひ　主演：美咲かんな）
- 人妻人魚（監督：山内大輔　出演：木下凛々子）
- ふたつの月に濡れる（監督：佐々木浩久　主演：宮崎リン）
- ぼくの年上の女（監督：石川欣　主演：希島あいり）
- みゆきの結婚（監督：東盛直道　主演：森日向子）
- 夜に旅（監督：下村大助　主演：善場まみ）